# 奧拉涅斯塔德路面電車
奧拉涅斯塔德電車（荷蘭語：Tram van Oranjestad）是阿魯巴首府奧拉涅斯塔德的一條單線電車路線，由政府擁有的公共運輸公司阿魯巴巴士所營運 。電車因應奧拉涅斯塔德購物區的翻新工程而建造。
奧拉涅斯塔德電車是荷屬加勒比第一條以及唯一一條營運中的客運鐵路，亦是繼1960年停運的工業鐵路後阿魯巴的第二條鐵路。電車於2012年12月22日通車，其第一部用車則在7天前運抵阿魯巴。2013年正式投入服務。直至2016年初，電車的服務時間為每天早上9時至下午5時，上午11時開始維持2輛電車服務。

## 路線
電車路線由卡爾港站附近的環形迴車道開始，經過奧拉涅斯塔德市中心的斯赫爾普街、哈芬街和只供行人使用的主要幹道貝蒂科·克羅斯大道。在蘭霍站及希皮希皮廣場站之間，東行往妮基廣場站的電車經過斯赫爾普街，西行往卡爾港站的電車則經過哈芬街。電車路線以位處迴圈的妮基廣場站為終點。
奧拉涅斯塔德電車設有9個車站，平均每200米設有一個車站。電車車廠位處卡爾港站及蘭霍站之間。
| 車站                | 備註                     |
| ------------------- | ------------------------ |
| 卡爾港站            | 鄰近奧拉涅斯塔德港       |
| 蘭霍站              | 鄰近巴士總站、電車車廠   |
| 米塞奧廣場站        | 東行車站，鄰近考古博物館 |
| 皇家廣場站          | 西行車站                 |
| 萬麗商場站          | 西行車站                 |
| 希皮希皮廣場站      |                          |
| 貝蒂科·克羅斯大道站 | 鄰近阿魯巴銀行           |
| 邦比尼廣場站        | 雙線車站                 |
| 妮基廣場站          |                          |

## 用車
奧拉涅斯塔德電車使用2輛單層電車及2輛雙層電車行走，由美國加利福尼亞州查茲沃斯的公司製造。電車以氫電池運行。
- 藍色雙層開篷電車，攝於斯赫爾普街路口附近
- 綠色單層電車，攝於卡爾港站附近

## 外部連結
- 阿魯巴巴士官方網站（页面存档备份，存于）
- YouTube上的Bo Aruba Nos Aruba - Arubus Streetcar - Programa 53

12°31′12.3″N 70°02′13.2″W / 12.520083°N 70.037000°W